# Keele Peak
El Keele Peak és una muntanya que es troba al territori del Yukon, Canadà, sent el punt culminant de les muntanyes Mackenzie amb 2.972 metres. Amb una prominència de 2.177 m és un dels cims canadencs amb més prominència. Es troba a uns 25 quilòmetres de Canol Road, no gaire lluny de la frontera amb els Territoris del Nord-oest.
El pic va ser batejat en record a Joseph Keele, un explorador i geòleg que es traslladà al Canadà des de la seva Irlanda natal.